# Đồng minh dân chủ Trung Quốc
Đồng minh dân chủ Trung Quốc (tiếng Trung: 中国民主同盟, tức Trung Quốc dân chủ đồng minh) gọi tắt là Dân Minh là một trong những đảng phái dân chủ của Cộng hoà nhân dân Trung Hoa. Dân Minh được thành lập vào tháng 3 năm 1941 với tên gọi Trung Quốc dân chủ chính đoàn đồng minh, lúc bấy giờ tham gia có Đảng Thanh niên Trung Quốc, Đảng xã hội quốc gia (sau đổi tên là Đảng dân chủ xã hội Trung Quốc), Uỷ ban hành động giải phóng dân tộc Trung Hoa (sau đổi tên là Đảng dân chủ nông công Trung Quốc), Trung Hoa chức nghiệp giáo dục xã, Trung Quốc hương thôn kiến thiết hiệp hội. Năm 1942, Thẩm Quân Nho lãnh đạo Hội liên hợp cứu quốc các giới toàn quốc gia nhập Dân Minh. Ngày 10 tháng 9 năm 1944 đổi tên thành Đồng minh dân chủ Trung Quốc. Hiện tại các thành viên của Dân Minh chủ yếu tham gia công tác văn hoá giáo dục, số lượng thành viên khoảng 157000.

## Lịch sử phát triển
Ngày 13 tháng 10 năm 1939, một bộ phận tham chính viên không theo đảng phái nào hoặc tham gia các đảng phái trung gian trong Hội tham chính quốc dân là Trương Lan, Hoàng Viêm Bồi, Thẩm Quân Nho, La Long Cơ, Chương Bá Quân đã thành lập Thống nhất kiến quốc đồng chí hội tại Trùng Khánh. Ngày 19 tháng 3 năm 1941, tại Trùng Khánh bí mật tổ chức hội nghị, quyết định đổi tên Thống nhất kiến quốc đồng chí hội thành Trung Quốc dân chủ chính đoàn đồng minh, tham gia chủ yếu là các nhân sĩ vô đảng phái cùng Đảng thanh niên Trung Quốc, Đảng xã hội quốc gia (sau đổi tên là Đảng dân chủ xã hội Trung Quốc), Uỷ ban hành động giải phóng dân tộc Trung Hoa (sau đổi tên là Đảng dân chủ nông công Trung Quốc), Trung Hoa chức nghiệp giáo dục xã, Trung Quốc hương thôn kiến thiết hiệp hội cùng nhau thành lập chính đảng liên minh, ra Quang minh báo vào tháng 9 cùng năm tại Hương Cảng do Lương Sấu Minh chủ trì làm cơ quan ngôn luận.
Ngày 16 tháng 11 năm 1941, tại Đại hội lần thứ hai của Hội tham chính quốc dân, Trung Quốc dân chủ chính đoàn đồng minh quyết định ra mắt công khai. Ngày 19 tháng 9 năm 1944, Trung Quốc dân chủ chính đoàn đồng minh tổ chức Hội nghị đại biểu toàn quốc tại Trùng Khánh, quyết định đổi tên thành Đồng minh dân chủ Trung Quốc, Trương Lan được bầu làm chủ tịch, Tả Thuấn Sinh làm bí thư trưởng, Chương Bá Quân làm chủ nhiệm uỷ ban tổ chức, La Long Cơ làm chủ nhiệm uỷ ban tuyên truyền, Lương Sấu Minh làm chủ nhiệm uỷ ban quan hệ quốc nội, Trương Quân Mại làm chủ nhiệm uỷ ban quan hệ quốc tế.
Đồng minh dân chủ Trung Quốc từ khi sáng lập đã quyết định liên minh với Đảng cộng sản Trung Quốc để kết thúc chế độ chuyên chính của Quốc dân đảng. Nội dung chủ yếu của hiệp định liên minh giữa Dân Minh và Đảng cộng sản là: Hai bên nhất trí đấu tranh chấm dứt chế độ chuyên chính của Quốc dân đảng, xây dựng dân chủ chính trị, xây dựng Trung Quốc mới, lấy nguyên tắc hợp tác là: các khu giải phóng của Đảng cộng sản hoan nghênh Dân Minh thành lập phân bộ, ngược lại hoạt động của Dân Minh không phương hại đến sự nghiệp của Đảng cộng sản; hai bên không được đơn phương thoả hiệp hợp tác với Quốc dân đảng, nếu có đàm phán phải thông báo cho nhau, sau khi hai bên đồng ý mới cùng Quốc dân đảng thành lập điều ước.
Đầu năm 1946, Dân Minh, Đảng cộng sản Trung Quốc, Quốc dân đảng Trung Quốc và các nhân sĩ không đảng phái tham gia Hội nghị hiệp thương chính trị, trong đó 38 ghế thì Dân Minh chiếm 9 ghế, vượt qua số ghế của các đảng phái khác, sau khi liên hiệp với các đảng phái khác thì Dân Minh trở thành một trong những lực lượng trọng yếu. Tháng 11 năm 1946, Quốc dân đảng quyết định triệu tập Đại hội Quốc dân chế định Hiến pháp, nhưng do Đảng cộng sản không chấp nhận kết quả Hiệp thương chính trị tại Trùng Khánh, yêu cầu phải có số ghế nhất định trong Nghị viện, cự tuyệt tham gia đại hội. Trong nội bộ Dân Minh, Đảng thanh niên Trung Quốc và Đảng dân chủ xã hội Trung Quốc  đơn phương tham gia Đại hội Quốc dân chế định Hiến pháp tại Nam Kinh, bị Dân Minh khai trừ, từ đó quan hệ giữa Dân Minh và Quốc dân đảng nhanh chóng xấu đi. Do Quốc dân đảng bất mãn với việc Dân Minh phản đối nội chiến nên dẫn đến sự kiện Giảo Trường Khẩu và Lý Văn huyết án. Tháng 10 năm 1947, Chính phủ Quốc dân đảng tuyên bố Dân Minh là "đoàn thể phi pháp" và triển khai chế tài. Tháng 11 năm 1947, toàn quốc tiến hành tuyển cử đại biểu Đại hội Quốc dân, Đảng cộng sản và Dân Minh tiến hành tẩy chay. Tháng 1 năm 1948, Dân Minh công khai tuyên bố cùng Đảng cộng sản Trung Quốc hợp tác, thành lập quan hệ đồng minh.
Năm 1949, sau khi nước Cộng hoà nhân dân Trung Hoa thành lập, Mao Trạch Đông kiến nghị duy trì Dân Minh trở thành một trong tám đảng phái dân chủ của Trung Quốc. Các đại biểu Dân Minh là Trương Lan, Thẩm Quân Nho, Chương Bá Quân, La Long Cơ, Trương Đông Tôn, Sử Lương, Sở Đồ Nam, Phí Hiếu Thông được bầu vào Hội nghị khoá 1 Chính hiệp toàn quốc, Trương Lan được bầu làm phó chủ tịch Chính phủ nhân dân trung ương, Thẩm Quân Nho được bầu làm phó chủ tịch Chính hiệp toàn quốc, Chương Bá Quân, Sử Lương, Hồ Dũ Chi trở thành bộ trưởng các bộ. Dân Minh đề xuất quan điểm trường kỳ cộng tồn, hỗ tương giám đốc (tồn tại lâu dài, giám sát lẫn nhau) làm phương châm quan hệ giữa Đảng cộng sản và các đảng phái dân chủ. Phương châm đã được chính thức xác nhận tại Đại hội lần thứ 8 của Đảng cộng sản Trung Quốc vào ngày 15 tháng 9 năm 1956.
Tháng 4 năm 1949, trung ương Đảng cộng sản chỉ định tờ Trung Quốc thời báo (tháng 5 năm 1949 còn có tên khác là Quang minh nhật báo, ra ngày 16 tháng 6) do Dân Minh tiếp quản; ngày 22 tháng 1 năm 1957 tiếp quản tạp chí Tranh minh.
Năm 1957 trong cuộc vận động Trăm hoa đua nở (tức Bách hoa vận động hay Phản hữu vận động), phó chủ tịch thứ nhất kiêm bộ trưởng Bộ Tổ chức của Dân Minh là Trương Bá Quân đề xuất phê bình quan điểm chính trị của Đảng cộng sản, kiến nghị thực hiện Chế độ lưỡng viện nên bị liệt vào phần tử phái hữu rồi bị Dân Minh cách chức, khai trừ. Tại Đại hội đại biểu lần thứ 3 tổ chức từ ngày 12 tháng 11 đến ngày 4 tháng 12 năm 1958, Dân Minh đã thông qua Quan điểm của Đồng minh dân chủ Trung Quốc về quy hoạch cải tạo xã hội chủ nghĩa và Đề xướng khai triển xã hội chủ nghĩa tự cải tạo và cạnh tranh, thể hiện tư tưởng cải tạo hợp lý hoá trong toàn thể nội bộ Dân Minh. Sau đó Dân Minh thường có ý kiến bất đồng với Mao Trạch Đông và các chính sách của Đảng cộng sản Trung Quốc.
Hiện nay, Dân Minh là chính đảng đứng thứ 3 tại Cộng hoà nhân dân Trung Hoa sau Đảng cộng sản và Uỷ ban cách mạng Quốc dân đảng Trung Quốc. Ngoài Tây Tạng, Dân Minh có tổ chức tại 30 tỉnh, khu tự trị và thành phố trực thuộc trung ương tại Trung Quốc.

## Cơ cấu tổ chức
Cơ quan trung ương của Dân Minh được chia thành: Trụ sở chính, Bộ Tổ chức, Bộ Tuyên truyền, Bộ Phục vụ xã hội, Nhà nghiên cứu và Uỷ ban chuyên môn. Cơ quan ngôn luận chính thức của Dân Minh là nguyệt san Quần ngôn, ngoài ra còn có tập san nội bộ Trung ương minh tấn và Nhà xuất bản Quần ngôn.

## Vai trò
Đối với Đảng cộng sản Trung Quốc, Dân Minh đóng vai trò là đảng tham chính, cùng với Đảng cộng sản quản lý đất nước.

## Lãnh đạo
- Hoàng Viêm Bồi (1941)
- Trương Lan (1941 - 1945)
- Thẩm Quân Nho (1955 - 1963)
- Dương Minh Hiên (1963 - 1967)
- Sử Lương (1979 - 1985)
- Hồ Dũ Chi (quyền chủ tịch, 1985 - 1986)
- Sở Đồ Nam (1986 - 1987)
- Phí Hiếu Thông (1987 - 1996)
- Đinh Thạch Tôn (1996 - 2005)
- Tưởng Thụ Thanh (2005 đến nay)